# Pomeni imen asteroidov: 77001–78000
Pregled pomenov imen asteroidov (malih planetov) od številke 77001 do 78000, ki jim je Središče za male planete dodelilo številko in so pozneje dobili tudi uradno ime  v skladu z dogovorjenim načinom imenovanja. Pregled je preverjen z Schmadelovim “Slovarjem imen malih planetov” (“Dictionary of Minor Planet Names”). 
Pregled pojasnjuje izvor oziroma pomen imen asteroidov, ki ga je priznala Mednarodna astronomska zveza (IAU). Nekateri asteroidi imajo imajo dodatno pojasnilo o izvoru imena, ki pa vedno ni popolnoma zanesljivo (oznaka “†” ali “‡“). 
| Ime              | Začasna oznaka | Izvor imena |
| 77001–77100      | 77001–77100    | 77001–77100 |
| 77101–77200      | 77101–77200    | 77101–77200 |
| ---------------- | -------------- | --- |
| 77136 Mendillo   | 2001 DP106     | Michael Mendillo, ameriški profesor astronomije in elektrotehnike na Univerzi v Bostonu (Boston University) † |
| 77138 Puiching   | 2001 EN        | srednja šola Pui Čing, Hong Kong † |
| 77185 Cherryh    | 2001 FE9       | C. J. Cherryh, ameriška pisateljica znanstvene fantastike † |
| 77201–77300      |                | |
| 77301–77400      |                | |
| 77318 Danieltsui | 2001 FL86      | Daniel Chee Tsui (rojen 1939), kitajsko-ameriški fizik in dobitnik Nobelove nagrade, šolal se je na srednji šoli Pui Čing v Hongkongu (glej tudi 77138) †                                                                                    |
| 77401–77500      |                | |
| 77441 Jouve      | 2001 HU        | Jacques Jouve, francoski astronom(?), sodeloval je pri izgradnji Observatorija Pariz blizu Saint-Vérana † |
| 77501–77600      |                | |
| 77601–77700      |                | |
| 77696 Patriciann | 2001 OT2       | Patricia Ann (McLarty) Clingan, žena odkritelja † |
| 77701–77800      |                | |
| 77755 Delémont   | 2001 PW13      | mesto Delémont, kanton Jura, Švica, kjer je Observatorij Jura (Observatoire astronomique jurassien) † |
| 77801–77900      |                | |
| 77856 Noblitt    | 2001 RN63      | Niles Noblitt, ameriški član zbora zaupnikov na Inštitutu Rose-Hulman in zvesti podporniki Observatorija Rose-Hulman Oakley (Rose-Hulman Oakley Observatory ), kjer je bil ta asteroid odkrit †                                              |
| 77870 MOTESS     | 2001 SM        | kratica za Sistem za iskanje prehodnih pojavov in gibajočih se teles (Moving Object and Transient Event Search System), ki se nahaja v Tucsonu v Arizoni, ZDA (omogočil je odkritje večjega števila blizuzemeljskih teles in enega kometa) † |
| 77901–78000      |                | |

| Predhodnik: 76001–77000 | Pomeni imen asteroidov Seznam asteroidov (77001-77250) Seznam asteroidov (77251-77500) Seznam asteroidov (77501-77750) Seznam asteroidov (77751-78000) | Naslednik: 78001–79000 |